# Ташш, Ольга
Ольга Ташш (венг. Tass Olga; 28 марта 1929, Печ — 10 июля 2020, Будапешт) — венгерская гимнастка, олимпийская чемпионка.

## Биография
Родилась в Пече. В 1948 году на Олимпийских играх в Лондоне она стала обладателем серебряной медали в командном первенстве. В 1952 году на Олимпийских играх в Хельсинки завоевала серебряную медаль в командном первенстве и бронзовую — в командных упражнениях с предметом. В 1956 году на Олимпийских играх в Мельбурне Ольга Ташш стала обладательницей серебряных медалей в опорном прыжке и командном первенстве, и золотой — в командных упражнениях с предметом.
Была замужем за ватерполистом Дежё Лемхеньи — олимпийским чемпионом 1952 года.